# Миши лемур на Клер
Мишият лемур на Клер (Microcebus mamiratra) е вид бозайник от семейство Лемури джуджета (Cheirogaleidae). Видът е критично застрашен от изчезване.

## Разпространение
Разпространен е в Мадагаскар.